# 1928년 동계 올림픽 스피드스케이팅 남자 10000m
스위스 장크트모리츠에서 열린 1928년 동계 올림픽 스피드 스케이팅의 남자 10000m 종목은 1928년 2월 14일에 진행됐다. 예선 5조에서 빙판 위의 얼음이 녹아 대회가 취소되었다.

## 메달리스트
- 대회가 취소되었기 때문에 메달리스트가 없다.

## 기록
이번 대회 이전에 다음과 같은 세계 기록과 올림픽 기록이 세워져 있었다.
| 세계 기록   | 17:17.4(*) | 아만드 칼센       | 다보스 (SUI) | 1928년 2월 5일  |
| 올림픽 기록 | 18:04.8    | 율리우스 스쿠트납 | 샤모니 (FRA) | 1924년 1월 27일 |

(*) 기록은 해발 1000m 이상 고도에서 치러졌고, 자연적으로 언 얼음 위에서 기록되었다. 

## 예선

### 1조
| 순위 | 선수          | 기록    |
| ---- | ------------- | ------- |
| 1    | 어빙 재피     | 18:36.5 |
| 2    | 베른트 에벤센 | 18:36.6 |

### 2조
| 순위 | 선수              | 기록    |
| ---- | ----------------- | ------- |
| 1    | 루돌프 리들       | 20:21.5 |
| 2    | 켕스투티스 불로타 | 20:22.2 |

### 3조
| 순위 | 선수          | 기록    |
| ---- | ------------- | ------- |
| 1    | 오토 폴라첵   | 20:00.9 |
| –    | 로알드 라르센 | DNF     |

### 4조
| 순위 | 선수                | 기록    |
| ---- | ------------------- | ------- |
| 1    | 아르만드 칼센       | 20:56.1 |
| 2    | 발렌타인 바이얼러스 | 21:05.4 |

### 5조
이 조가 경기를 펼치는 도중 2000m 지점에서 얼음이 녹는 일이 발생하여 전 경기가 취소되었다.
| 순위 | 선수              | 기록 |
| ---- | ----------------- | ---- |
| –    | 구스타프 안데르손 | –    |
| –    | 오시 블롬크비스트 | –    |

## 결과
다음은 4개 조의 예선 결과 후의 순위이다. (5조 제외)
| 순위 | 선수                      | 기록    |
| ---- | ------------------------- | ------- |
| 1    | 어빙 재피 (USA)           | 18:36.5 |
| 2    | 베른트 에벤센 (NOR)       | 18:36.6 |
| 3    | 오토 폴라첵 (AUT)         | 20:00.9 |
| 4    | 루돌프 리들 (AUT)         | 20:21.5 |
| 5    | 켕스투티스 불로타 (LTU)   | 20:22.2 |
| 6    | 아르만드 칼센 (NOR)       | 20:56.1 |
| 7    | 발렌타인 바이얼러스 (USA) | 21:05.4 |
| –    | 로알드 라르센 (NOR)       | DNF     |

## 범례
|  | 세계 신기록                  |  |                   | 아프리카 신기록 |                      | Q | 예선 통과 |
|  | 올림픽 신기록                |  | 북아메리카 신기록 | DNS             | 경기를 시작하지 않음 |   |           |
|  |                              |  | 아시아 신기록     | DNF             | 경기를 마치지 않음   |   |           |
|  | 국가 신기록                  |  | 유럽 신기록       | DSQ             | 실격                 |   |           |
|  | 개인 최고 기록 (개인 신기록) |  | 오세아니아 신기록 | WD              | 기권                 |   |           |
|  | 시즌 최고 기록 (시즌 신기록) |  | 남아메리카 신기록 | NM              | 기록 없음            |   |           |

## 참조
- 올림픽 공식 리포트보관됨 2010-12-17 - 웨이백 머신